# Желтощёкая розелла
Желтощёкая розелла (лат. Platycercus icterotis) — птица отряда попугаеобразных.

## Внешний вид
Самая мелкая из всех розелл, длина тела 27—28 см, хвоста 14 см. Окраска оперения в красных, чёрных и жёлтых тонах. Щёки светло-жёлтого или жёлтого цвета, за который попугай и получил своё название. Перья в верхней части спины чёрные, с окаймлением красного, зелёного и жёлтого цвета, а в нижней зелёные. По краям крыла имеется синяя полоска. Шея, голова, зоб и брюшко, включая подхвостье, ярко-красные. Самка заметно отличается от самца. Все цвета у неё бледнее, а вместо красного оранжевый или кирпичный, щёки грязно-жёлтые. Верхняя часть туловища буро-зелёная, пестрины не так чётко очерчены, как у самца.

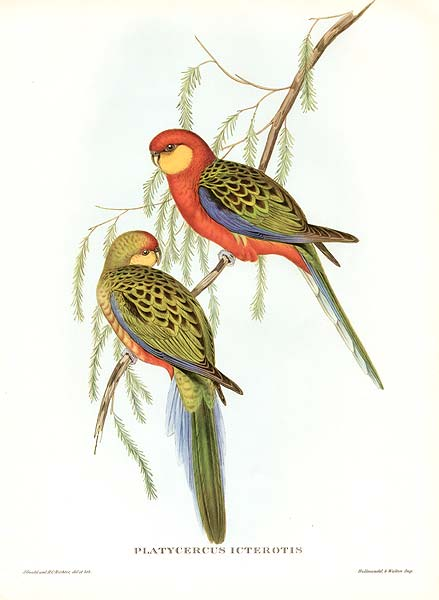

## Распространение
Обитает на востоке и юге Австралии и прилегающих островах.

## Образ жизни
Несмотря на то, что большие стаи розелл причиняют вред, прилетая кормиться на поля, засеянные сельскохозяйственными культурами, люди не преследуют их.

## Размножение
В кладке 4—6 белых яиц. Насиживание длится 22—24 дня. Самец в это время кормит самку. Птенцы находятся в гнезде 30—35 дней, после этого покидают его, но родители опекают и подкармливают их ещё 2—3 недели.

## Содержание
Легко приручается, обладает миролюбивым спокойным характером. Легче, чем другие розеллы, размножается в неволе.

## Классификация
Вид включает в себя 2 подвида:
- Platycercus icterotis icterotis (Temminck & Kuhl, 1820)
- Platycercus icterotis xanthogenys Salvadori, 1891